# Epomophorus pusillus
Epomophorus pusillus — вид рукокрилих, родини Криланових.

## Поширення, поведінка
Цей вид поширений у Західній Африці, Центральній Африці та Східній Африці. Мешкає в широкому спектрі первинних і вторинних місць проживання, як правило це саванові ліси, але можна зустріти в тропічних вологих лісах, болотяних лісах, чагарникових заростях, луках і мозаїках з цих середовищ існування. Тварини зазвичай спочивають у невеликих кількостях серед густої рослинності. Цей вид є опортуністичним збирачем плодів і квітів, подорожуючи широко щоночі.